# سوراديلي
سوراديلي، (بالإنجليزية: Sorradile)‏، هي بلدية في مقاطعة أوريستانو في إقليم سردينيا الإيطالي، وتقع على بعد حوالي 100 كيلومتر (62 ميل) إلى الشمال من كالياري، وحوالي 35 كم (22 ميل) شمال شرق أوريستانو. 

## السكان
في سنة 1861 بلغ عدد السكان 864 نسمة، وتطور العدد ليصل في سنة 2011 لـ 417 نسمة.
يظهر هذا المخطط البياني تطور النمو السكاني لـ سوراديلي